# Таита
Таита (тейта, теита, дабида, сагала) — один из бантуязычных народов, проживающий на юге Кении и в северной части Танзании. По некоторым оценкам общая численность составляет 300 тыс. человек. Язык дабида принадлежит группе банту нигеро-кордофанской семьи, также говорят на суахили. Диалекты: кисагала (тери), кидабиада. 
Родственные народы — шамбала, камба.

## Основные занятия
Основным занятием таита является ручное земледелие (батат, просо, бобовые, кассава, бананы). Также распространено скотоводство — разводят мелкий и крупный рогатый скот. Помимо земледелия и скотоводства,также развито шитье бисером у женщин и резьба по дереву у представителей мужской 
половины. Главными земледельческими орудиями труда таита являются палка-копалка и деревянная мотыга.

## Традиционная одежда
Традиционной одеждой таита является накидка из кожи или ткани вокруг бедер или перекинутая через плечо у мужчин и, украшенный бисером, передник у женщин.

## Вероисповедание
В религиозном аспекте придерживаются традиционных верований. К ним относятся культ предков и сил природы.

## Жилище
Поселения таита достаточно компактны,размеры которых достаточно разнообразны. Основными формами жилища являются круглые хижины и прямоугольные дома с соломенными крышами или выложенными листьями.

## Социальная организация
Традиционная социальная организация — патрилинейные роды. Для народа таита, как и для большинства народов Танзании, характерен патрилокальный брак.